# Khayala Aghayeva
Khayala Aghayeva (nom complet: Khayala Zakir gizi Aghayeva;  àzeri: Xəyalə Zakir qızı Ağayeva; Bakú, 18 de gener de 1997) és una periodista, activista pels drets de les dones i presa política azerbaidjanesa. Des del 2015, treballa com a reportera per a Meydan TV.

## Carrera periodística
Va estudiar a la Facultat de Comunicació de Bakú.
Des del 2015, treballa com a reportera per a Meydan TV. Durant la seva carrera professional, ha patit repetidament detencions, resistència policial i maltractaments.
Per exemple, el 29 de maig de 2019, va ser detinguda mentre cobria una protesta davant de l'edifici de l'Administració Presidencial com a periodista. Va estar retinguda durant més de dues hores a la 9a comissaria de policia del districte de Sabail i posteriorment va ser alliberada.
El 19 d'octubre de 2019, va ser detinguda per la policia mentre feia feina de periodista durant una manifestació de l'oposició a Bakú. Va estar retinguda durant diverses hores a la comissaria de policia del districte de Nasimi i després va ser alliberada.
Els dies 14 i 15 de juliol de 2020, durant una protesta davant l'Assemblea Nacional, va patir pressió policial mentre duia a terme les seves tasques professionals: li van confiscar el telèfon i les credencials de premsa.
El 14 de desembre de 2022, Khayala Aghayeva i la seva companya de Meydan TV, Aytaj Tapdig, van viatjar per filmar una protesta a la carretera Xuixa-Khankendi, però van ser detingudes per «homes de paisà i amb màscares negres». Sense cap explicació, les van obligar a pujar a un cotxe i els van enviar de tornada. Abans de ser alliberades, els van confiscar els telèfons i en van eliminar les fotografies i gravacions.
El novembre de 2024, Aghayeva i Tapdig van ser detingudes pel personal de seguretat mentre cobrien una protesta de l'activista pels drets dels animals K. Mammadli durant la Conferència de les Nacions Unides sobre el Canvi Climàtic de 2024. Els guàrdies van portar a la força Aghayeva i Ahmadova a una àrea de servei i després les van escortar fora del recinte de l'esdeveniment.

## Empresonament
El 6 de desembre de 2024 la van detenir en el marc d'una causa penal iniciada contra periodistes de Meydan TV. Khayala Aghayeva i sis altres periodistes detingudes en el cas van ser acusades en virtut de l'article 206.3.2 del Codi Penal de l'Azerbaidjan, que implica contraban comès per un grup de persones amb un acord previ.
Diverses organitzacions locals i internacionals de drets humans van condemnar la detenció de Khayala Aghayeva, la van qualificar de política i van instar les autoritats azerbaidjaneses a alliberar-la immediatament.
Es troba detinguda al Centre de Detenció Preventiva de Bakú del Ministeri de Justícia.